# Thorvaldsensfélagið
Thorvaldsensfélagið är en isländsk kvinnoförening. Det har kallats Islands första kvinnoförening, grundad i Reykjavík 19 november 1875.
Det var en välgörenhetsförening grundad av kvinnor från välbärgade familjer. Þórunn Jónassen var dess grundare och ordförande 1875-1922.
1877 grundades Thorvaldsensfélag Handavinnuskóli, där kvinnliga volontärer lärde flickor i åldern 7-14 att sy och sticka. Denna skola drevs fram till 1904. Kvinnorna drev också skola i två år på söndagarna, men den var avsedd för äldre flickor och där lärdes teoretiska ämnen.
Under 1900-talets andra hälft har föreningen bland annat stöttat barnavdelningen på Landakot.